# 이븐 스티븐스
《이븐 스티븐스》(영어: Even Stevens)는 2000년부터 2003년까지 방영된 시트콤이다.